# 偉底鱂
偉底鱂，為輻鰭魚綱鯉齒目鯉齒亞目底鱂科的其中一種，為熱帶淡水魚，分布於墨西哥猶加敦半島淡水流域，體長可達18公分，棲息在底中層水域，生活習性不明。

## 擴展閱讀
維基物種上的相關：偉底鱂